# 托斯克山
46°21′24.192″N 13°52′6.240″E / 46.35672000°N 13.86840000°E

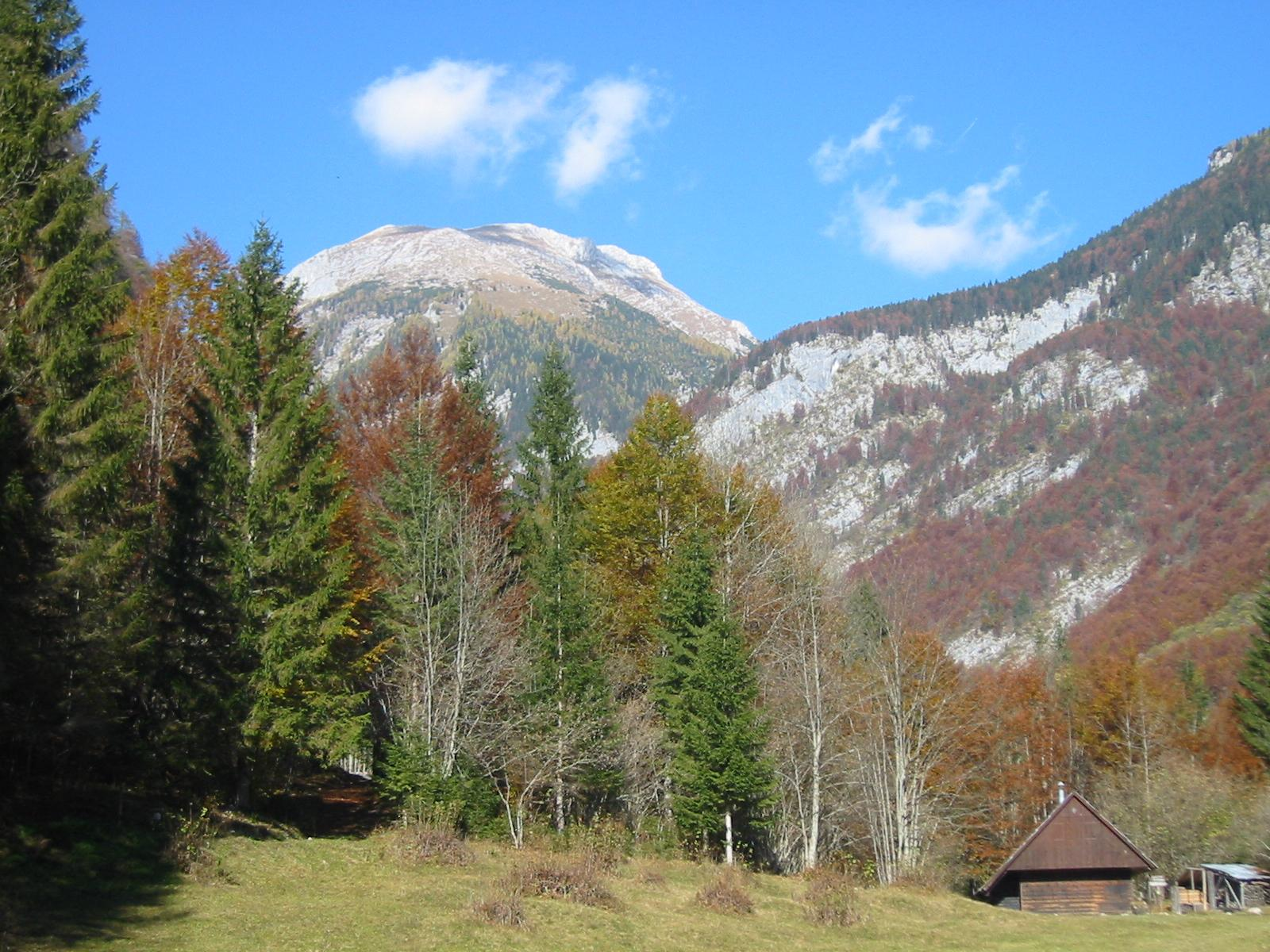

托斯克山，是斯洛文尼亞的山峰，位於該國西北部，由上卡尼奧拉負責管轄，屬於朱利安阿爾卑斯山脈的一部分，海拔高度2,275米，每年平均降雨量2,482毫米。